# Męska reprezentacja Polski na mistrzostwach Europy w curlingu
Curling w Polsce jest młodą dyscypliną sportu, pierwsze kluby powstały w 2002, a kraj zadebiutował na Mistrzostwach Europy 2004. Polska od początku występuje w grupie B, dwukrotnie musiała wystąpić w grupie C z racji braku startu w roku poprzednim oraz dwukrotnie został wywalczony awans do najwyższej grupy A.
Reprezentację kraju do 2007 wyłaniały mistrzostwa Polski, w 2008 Polski Związek Curlingu zorganizował turniej kwalifikacyjny. Rok później powrócono do eliminacji przez turniej mistrzowski. Od roku 2017 reprezentacja wyłaniana jest przez Turniej Kwalifikacyjny dla najlepszych 3 drużyn Mistrzostw Polski. W 2023 reprezentacja została wyłoniona w Turnieju o Puchar PFKC, od 2024 reprezentacja wyłaniają Mistrzostwa Polski organizowane przez Polską Federację Klubów Curlingowych.
W 2010 Polski Związek Curlingu nie dopilnował formalności i reprezentacja nie została dopuszczona do gry przez Europejską Federację Curlingu.
W 2011 drużyny powróciły do rozgrywek Mistrzostw Europy zaczynając grę w grupie C. Reprezentacje wyłoniły Mistrzostwa Polski 2011.
W 2017 Reprezentacja Polski w składzie Borys Jasiecki, Krzysztof Domin, Damian Cebula, Bartosz Łobaza, Konrad Stych zajęła 2 miejsce w grupie B (Dywizji B) Mistrzostw Europy 2017 i awansowała do najwyższej Dywizji A.
W 2018 Reprezentacja Polski zajęła ostatnie, 10. miejsce w Dywizji A i spadła do Dywizji B.
W latach 2020 - 2022 Reprezentacja Polski nie mogła startować w żadnych zawodach organizowanych przez World Curling (wcześniej World Curling Federation). Najpierw Polski Związek Curlingu został zawieszony, a następnie wyrzucony ze struktur . Następnie Polska Federacja Klubów Curlingowych została przyjęta na nowego członka światowego związku. Z tego powodu Reprezentacja Polski musiała rozpoczynać rywalizację od najniższego poziomu czyli grupy (dywizji) C.
W 2023 Reprezentacja zajęła 3 miejsce w Mistrzostwach Europy Dywizji C jednak dzięki wycofaniu się rywalizacji w Dywizji B Litwy, uzyskała awans i w tym samym roku rywalizowała już na poziomie drugim.
W 2024 Reprezentacja Polski w składzie Konrad Stych, Krzysztof Domin, Marcin Ciemiński, Bartosz Łobaza, Maksym Grzelka pod wodzą trenera Jakuba Bareša zajęła 2 miejsce w Mistrzostwach Europy 2024 Dywizji B i awansowała do najwyższej Dywizji A. Jednocześnie uzyskała prawo występu w kwalifikacjach do Zimowych Igrzysk Olimpijskich Mediolan-Cortina 2026.

## Wyniki
| Rok         | Miejsce | Mecze   | Mecze     | Kamienie | Kamienie  |
| Rok         | Miejsce | Wygrane | Przegrane | Wygrane  | Przegrane |
| ----------- | ------- | ------- | --------- | -------- | --------- |
| 2004        | 21      | 2       | 6         | 57       | 76        |
| 2005        | 21      | 4       | 5         | 65       | 87        |
| 2006        | 19      | 5       | 4         | 85       | 56        |
| 2007        | 23      | 2       | 4         | 36       | 59        |
| 2008        | 18      | 5       | 3         | 63       | 54        |
| 2009        | 20      | 4       | 5         | 62       | 60        |
| 20111       | 18      | 12      | 4         | 95       | 79        |
| 2012        | 20      | 3       | 4         | 47       | 46        |
| 2013        | 16      | 5       | 3         | 53       | 56        |
| 2014        | 22      | 3       | 4         | 50       | 45        |
| 2015        | 21      | 2       | 5         | 27       | 48        |
| 2016        | 15      | 5       | 4         | 52       | 52        |
| 2017        | 12      | 8       | 2         | 78       | 55        |
| 2018        | 10      | 1       | 8         | 34       | 72        |
| 2019        | 13      | 8       | 1         |          |           |
| 20232 ECC-C | 3       | 8       | 1         |          |           |
| 2023 ECC-B  | 9       | 4       | 3         |          |           |
| 2024 ECC-B  | 2       | 7       | 3         |          |           |
| Razem       | Razem   | 45      | 42        | 613      | 618       |

1 - wraz z wynikami z Grupy C
2 - Od 2021 w wynikach prowadzonych przez World Curling Mistrzostwa Europy są opisywane są osobno w zależności od grupy (dywizji) European Curling Championships (ECC), European Curling Championships B-Division (ECC-B), European Curling Championships C-Division (ECC-C)

## Reprezentacja
| Rok                 | Klub                             | Czwarty              | Trzeci             | Drugi               | Otwierający        | Rezerwowy          |
| ------------------- | -------------------------------- | -------------------- | ------------------ | ------------------- | ------------------ | ------------------ |
| 2004                | Media Curling Club, Warszawa     | Arkadiusz Detyniecki | Rymwid Błaszczak   | Grzegorz Korczyński | Sławomir Deroń     | Paweł Burlewicz    |
| 2005                | Śląski Klub Curlingowy, Katowice | Maciej Cesarz        | Tomasz Kierzkowski | Adam Sterczewski    | Ziemowit Ostrowski | Piotr Podgórski    |
| 2006                | Śląski Klub Curlingowy, Katowice | Damian Herman        | Piotr Podgórski    | Krzysztof Beck      | Tomasz Sapiński    | Maciej Cesarz      |
| 2007                | Śląski Klub Curlingowy, Katowice | Damian Herman        | Piotr Podgórski    | Krzysztof Beck      | Tomasz Sapiński    | Ziemowit Ostrowski |
| 2008                | Media Curling Club, Warszawa     | Bartosz Klimas       | Wojciech Woyda     | Przemysław Stachura | Krzysztof Kowalski | Tomasz Korolko     |
| 2009                | Sopot Curling Club Wa ku'ta      | Borys Jasiecki       | Tomasz Cierkowski  | Szymon Błaszkowski  | Bartosz Sitkiewicz | Łukasz Krych       |
| 2011/Grupa C        | Śląski Klub Curlingowy, Katowice | Jakub Głowania       | Tomasz Zioło       | Michael Żółtowski   | Michał Kozioł      | Jakub Chęć         |
| 2011                | Śląski Klub Curlingowy, Katowice | Jakub Głowania       | Michael Żółtowski  | Jakub Chęć          | Michał Kozioł      | Konrad Stych       |
| 2012                | Śląski Klub Curlingowy, Katowice | Jakub Głowania       | Michael Żółtowski  | Tomasz Zioło        | Michał Kozioł      | Jakub Chęć         |
| 2013                | Śląski Klub Curlingowy, Katowice | Jakub Głowania       | Tomasz Zioło       | Konrad Stych        | Michał Kozioł      | Adam Sterczewski   |
| 2014                | Sopot Curling Club Wa ku'ta      | Borys Jasiecki       | Krzysztof Domin    | Bartosz Łobaza      | Marcin Ciemiński   | Maciej Kołodziej   |
| 2015                | Śląski Klub Curlingowy, Katowice | Konrad Stych         | Tomasz ZIoło       | Bartosz Dzikowski   | Michał Kozioł      | Jakub Głowania     |
| 2016                | Sopot Curling Club Wa ku'ta      | Borys Jasiecki       | Krzysztof Domin    | Damian Cebula       | Bartosz Łobaza     | Maciej Kołodziej   |
| 2017                | Sopot Curling Club Wa ku'ta      | Borys Jasiecki       | Krzysztof Domin    | Damian Cebula       | Bartosz Łobaza     | Konrad Stych       |
| 2018                | Śląski Klub Curlingowy, Katowice | Bartosz Dzikowski    | Jakub Głowania     | Jeremi Telak        | Michał Kozioł      | Tomasz Zioło       |
| 2019                | Sopot Curling Club Wa ku'ta      | Borys Jasiecki       | Konrad Stych       | Krzysztof Domin     | Bartosz Łobaza     | Kasper Knebloch    |
| 2023 ECC-C          | Media Curling Club, Warszawa     | Konrad Stych         | Krzysztof Domin    | Marcin Ciemiński    | Bartosz Łobaza     |                    |
| 2023 ECC-B          | Media Curling Club, Warszawa     | Konrad Stych         | Krzysztof Domin    | Marcin Ciemiński    | Bartosz Łobaza     | Maksym Grzelka     |
| 2024 ECC-B          | Wałbrzyski Klub Curlingowy       | Konrad Stych         | Krysztof Domin     | Marcin Ciemiński    | Bartosz Łobaza     | Maksym Grzelka     |
| 2025 ECC (powołani) | Wałbrzyski Klub Curlingowy       | Konrad Stych         | Krzysztof Domin    | Marcin Ciemiński    | Bartosz Łobaza     | Maksym Grzelka     |

## Mecze
| Polska     | Mecze                        | Mecze                           | Kamienie | Kamienie  | Średni wynik |
| Polska     | Wygrane                      | Przegrane                       | Wygrane  | Przegrane | Średni wynik |
| ---------- | ---------------------------- | ------------------------------- | -------- | --------- | ------------ |
| Andora     | 2                            | 0                               | 24       | 12        | 12:6         |
| Andora     | 15:6 • 9:6                   | -                               | 24       | 12        | 12:6         |
| Anglia     | 2                            | 3                               | 23       | 39        | 4:8          |
| Anglia     | 7:4 • 9:4                    | 4:10 • 1:12 • 2:9               | 23       | 39        | 4:8          |
| Austria    | 3                            | 3                               | 39       | 56        | 7:9          |
| Austria    | 11:9 • 11:7 • 6:5            | 3:14 • 1:13 • 7:8               | 39       | 56        | 7:9          |
| Belgia     | 3                            | 2                               | 42       | 37        | 8:7          |
| Belgia     | 8:3 • 10:8 • 11:5            | 7:14 • 6:7                      | 42       | 37        | 8:7          |
| Białoruś   | 3                            | 1                               | 51       | 25        | 13:6         |
| Białoruś   | 14:7 • 16:4 • 14:6           | 7:8                             | 51       | 25        | 13:6         |
| Bułgaria   | 1                            | 2                               | 24       | 29        | 8:10         |
| Bułgaria   | 8:7                          | 7:12 • 9:10                     | 24       | 29        | 8:10         |
| Chorwacja  | 3                            | 1                               | 28       | 22        | 7:6          |
| Chorwacja  | 7:4 • 8:3 • 6:3              | 7:12                            | 28       | 22        | 7:6          |
| Estonia    | 4                            | 2                               | 48       | 31        | 8:5          |
| Estonia    | 11:4 • 11:3 • 10:7 • 7:6     | 3:4 • 6:7                       | 48       | 31        | 8:5          |
| Finlandia  | 0                            | 3                               | 9        | 29        | 3:10         |
| Finlandia  | -                            | 1:10 • 3:10 • 5:9               | 9        | 29        | 3:10         |
| Grecja     | 3                            | 1                               | 37       | 24        | 9:6          |
| Grecja     | 12:7 • 14:4• 6:5             | 5:8                             | 37       | 24        | 9:6          |
| Hiszpania  | 2                            | 1                               | 21       | 16        | 7:5          |
| Hiszpania  | 9:1 • 8:5                    | 4:10                            | 21       | 16        | 7:5          |
| Holandia   | 2                            | 5                               | 35       | 60        | 5:9          |
| Holandia   | 2:9 • 7:5                    | 2:12 • 6:8 • 1:10 • 6:10 • 11:7 | 35       | 60        | 5:9          |
| Irlandia   | 1                            | 2                               | 17       | 22        | 6:7          |
| Irlandia   | 10:4                         | 4:11 • 3:7                      | 17       | 22        | 6:7          |
| Islandia   | 0                            | 1                               | 6        | 7         | 6:7          |
| Islandia   | -                            | 6:7                             | 6        | 7         | 6:7          |
| Kazachstan | 2                            | 0                               | 19       | 9         | 10:5         |
| Kazachstan | 11:6 • 8:3                   | -                               | 19       | 9         | 10:5         |
| Litwa      | 5                            | 1                               | 49       | 35        | 8:6          |
| Litwa      | 11:2 • 13:7• 8:5 • 7:6 • 7:4 | 3:11                            | 49       | 35        | 8:6          |
| Luksemburg | 1                            | 0                               | 5        | 4         | 5:4          |
| Luksemburg | 5:4                          | -                               | 5        | 4         | 5:4          |
| Łotwa      | 0                            | 1                               | 3        | 4         | 3:4          |
| Łotwa      | -                            | 3:4                             | 3        | 4         | 3:4          |
| Rosja      | 0                            | 4                               | 19       | 42        | 5:11         |
| Rosja      | -                            | 7:10 • 2:13 • 4:9 • 6:10        | 19       | 42        | 5:11         |
| Rumunia    | 2                            | 0                               | 14       | 6         | 7:3          |
| Rumunia    | 7:2 • 7:4                    | -                               | 14       | 6         | 7:3          |
| Serbia     | 3                            | 0                               | 30       | 8         | 10:3         |
| Serbia     | 19:0 • 7:6 • 4:2             | -                               | 30       | 8         | 10:3         |
| Słowacja   | 0                            | 1                               | 6        | 7         | 6:7          |
| Słowacja   | -                            | 6:7                             | 6        | 7         | 6:7          |
| Słowenia   | 1                            | 0                               | 6        | 4         | 6:4          |
| Słowenia   | 6:4                          | -                               | 6        | 4         | 6:4          |
| Turcja     | 1                            | 0                               | 6        | 3         | 6:3          |
| Turcja     | 6:3                          | -                               | 6        | 3         | 6:3          |
| Walia      | 1                            | 3                               | 21       | 37        | 5:9          |
| Walia      | 8:7                          | 4:13 • 2:9 • 7:8                | 21       | 37        | 5:9          |
| Węgry      | 0                            | 5                               | 31       | 49        | 6:10         |
| Węgry      | -                            | 9:11 • 7:8 • 2:14 • 8:10 • 5:6  | 31       | 49        | 6:10         |
| Razem      | 45                           | 42                              | 613      | 618       | 7:7          |